# Landschaftsverband Weser-Hunte

Zuständigkeitsbereich des Landschaftsverbandes

Bereich Hoya-Diepholzsche Landschaft

Der Landschaftsverband Weser-Hunte ist ein eingetragener Verein in Niedersachsen mit Geschäftsstellen in Diepholz und Nienburg/Weser.
Er zählt zu Landschaftsverbänden in Niedersachsen und wurde 1990 gegründet. Sein Wirkungsbereich umfasst die Landkreise Nienburg und Diepholz und damit den Hauptteil der ehemaligen Grafschaften Diepholz und Hoya. Dies kommt auch in der Beteiligung der Hoya-Diepholzschen Landschaft, die auch an der Landschaftlichen Brandkasse beteiligt ist, zum Ausdruck.

## Aufgaben
Der Landschaftsverband Weser-Hunte besitzt wie die anderen Landschaften und Landschaftsverbände in Niedersachsen hauptsächlich kulturpolitische Aufgaben. Er besitzt die Rechtsform eines eingetragenen Vereines und nimmt im Auftrage ihrer Gebietskörperschaften und des Landes Niedersachsen zentrale kommunale und dezentrale staatliche Aufgaben auf den Gebieten der Kultur, Wissenschaft und Bildung wahr und betreibt dazu entsprechende Einrichtungen.